# Bucimex
Bucimex is een geslacht van wantsen uit de familie van de Cimicidae (Bedwantsen). Het geslacht werd voor het eerst wetenschappelijk beschreven door Usinger in 1963.

## Soorten
Het genus is monotypisch en bevat alleen de volgende soort:

- Bucimex chilensis Usinger, 1963